# Hidrojet

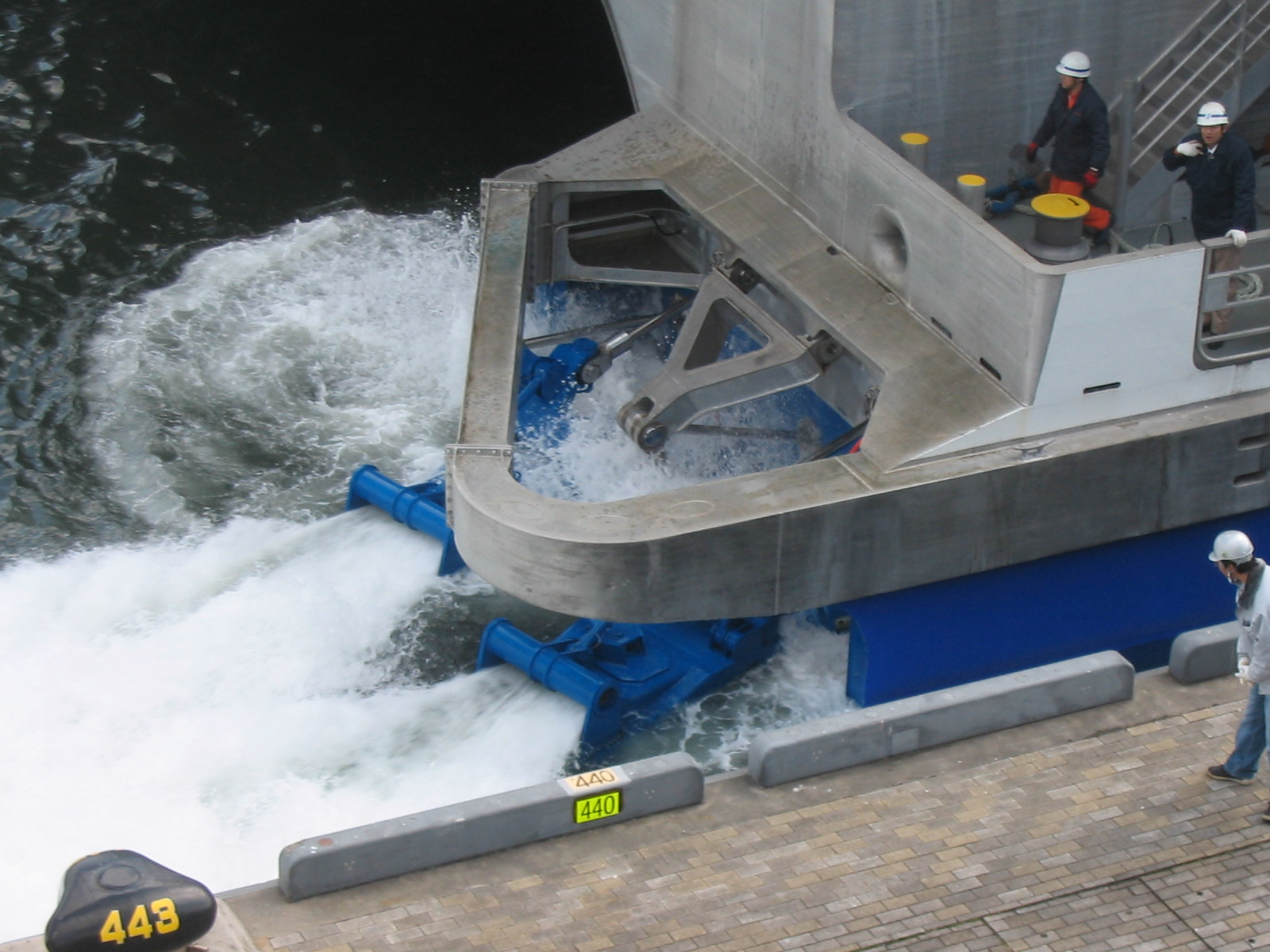
Hidrojet en funcionament

Un sistema hidrojet o sistema de propulsió per doll d'aigua, és un sistema de propulsió nàutica mitjançant un doll d'aigua. La disposició mecànica pot ser una hèlix a l'interior d'un conducte amb una tovera a la seva sortida, o una bomba centrífuga acoblada a una tovera.

## Història
El 1866, a Gran Bretanya es va procedir a l'avarament del HMS Waterwitch un vaixell experimental, que estava equipat amb un sistema de propulsió per doll d'aigua. El 1895 a Alemanya la cadena de vapors Gustav Zeuner es va equipar amb un sistema de propulsió per doll d'aigua. També disposava un inversor d'embranzida. L'inventor italià Secondo Campini va mostrar el primer desenvolupament d'un motor hidrojet a Venècia el 1931. Però mai va sol·licitar cap patent i el dispositiu va patir problemes en els materials, tenint com a resultat una curta vida pel que mai es va convertir en un producte comercial. Va ser l'inventor William Hamilton el 1954 a Nova Zelanda qui va aconseguir un producte pràctic.
Inicialment els hidrojets solien limitar-se als vaixells d'esbarjo d'alta velocitat (com les motos d'aigua i embarcacions aquàtiques) i altres embarcacions petites. Però va anar guanyant popularitat en grans embarcacions, especialment en vaixells militars i transbordadors. En aquestes embarcacions més grans les turbines poden ser mogudes per motors dièsel o turbines de gas. Amb aquests propulsors es poden aconseguir velocitats de fins a 40 nusos, fins i tot amb bucs convencionals.
Un altre avantatge important dels vaixells propulsats per hidrojet és la maniobrabilitat. Els vaixells impulsats per hidrojet són molt maniobrables. Exemples dels vaixells que utilitzen la tecnologia hidrojet són els transbordadors ràpids Stena HSS i la llanxa militar de patrulla ràpida Dvora Mk-III d'Israel, la classe HAMINA de vaixell porta míssils de Finlàndia, i els Vaixells de Combat Litoral (LCS) dels Estats Units.

## Funcionament

Diverses maniobres amb els hidrojet

Un hidrojet funciona a base d'un forat d'alimentació (en general a la part inferior del buc). L'aigua penetra dins la bomba a través d'aquesta entrada que permet que l'aigua arribi fins a la turbina o bomba. La turbina pot ser: una bomba centrífuga per a altes velocitats, un inductor per a baixes velocitats, o una bomba de flux axial per a velocitats mitjanes. La pressió d'aigua a l'entrada s'incrementa mitjançant aquesta turbina i és forçada cap enrere a través d'una tovera.

La tovera també gira sobre un eix i permet orientar les sortides dels jets. Unes plaques, similars als timons, es poden unir a la tovera amb la finalitat de redirigir el flux d'aigua cap a babord o estribord. En cert sentit, el principi en que es basen és similar al principi de l'embranzida vectorial que s'utilitza en avions militars amb motors de reacció. 

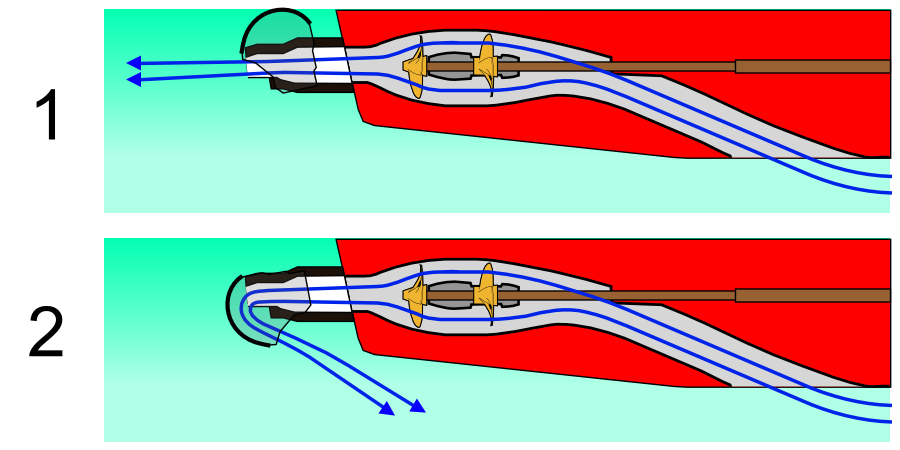
Aquesta imatge il·lustra el funcionament del deflector de marxa enrere. 1: embranzida cap endavant, deflector desactivat 2: Inversió d'embranzida, el deflector desvia el flux d'embranzida cap enrere

### Deflector de marxa enrere
S'empra un deflector de marxa enrere, que permet aconseguir la inversió de la sortida de l'aigua i així poder anar cap enrere de forma ràpida i sense la necessitat d'emprar engranatges inversors per ajustar el sentit de gir del motor. El deflector de marxa enrere també s'utilitza per ajudar a disminuir l'espai recorregut fins a aturar-se completament sobre l'aigua. Aquesta característica és una de les principals raons que fan els hidrojet tan maniobrables.
Això proporciona als vaixells amb propulsió hidrojet una major agilitat sobre l'aigua. Un altre avantatge és que quan s'inverteix la marxa, no s'inverteix el govern del timó, al contrari del que passa en les embarcacions accionades per hèlix.
Els hidrojet pateixen l'efecte Coandă, això s'ha de tenir en compte quan es fan canvis de direcció, fent necessari ajustar uns graus més enllà del que normalment faria falta, per raó d'aquest efecte.

## Avantatges
Els sistemes per doll d'aigua tenen alguns avantatges sobre les hèlixs nues per a certes aplicacions, generalment relacionades amb requisits d'alta velocitat i operacions en llocs de poc calat. Aquests inclouen:
- Es pot anar a una velocitat més alta abans de l'aparició de la cavitació, per raó de l'elevada pressió estàtica interna dins la turbina.
- Alta densitat de potència (pel que fa al volum) tant del propulsor com del motor primari (atès que es pot utilitzar una unitat més petita de major velocitat).
- Protecció de l'element giratori, fent l'operació més segura al voltant dels nedadors i la vida aquàtica.
- Millora l'operació en aigües poc profundes, perquè solament necessita estar submergida, l'entrada d'aigua
- L'augment de la capacitat de maniobra, mitjançant l'addició d'una tovera orientable per crear embranzida vectorial.

## Desavantatges
- A baixa velocitat pot ser menys eficient que una hèlix nua
- Més complex que un sistema convencional i, per tant, més car.
- Major pes en el vaixell per raó de l'aigua que circula per la canonada.
- Pèrdues per fricció en la canonada.
- La reixeta d'entrada pot tapar-se amb residus, per exemple plàstics o algues marines.
- També és possible que en invertir la direcció de marxa, el doll dirigit cap avall pugui erosionar el fons marí, causant problemes ambientals.

## Curiositats biològiques
En el període geològic conegut Ordovícic van aparèixer els primers cefalòpodes que incorporen un sistema de desplaçament mitjançant un doll d'aigua orientable.